# Волчонок: Фильм
«Волчонок: Фильм» (англ. Teen Wolf: The Movie) — американский фильм в жанрах сверхъестественного триллера и подростковой драмы режиссёра Рассела Малкэхи по сценарию Джеффа Дэвиса. Фильм является продолжением телесериала «Волчонок», в главных ролях Тайлер Пози, Кристал Рид, Тайлер Хеклин, Холланд Роден, Колтон Хэйнс, Шелли Хенниг, Дилан Спрейберри, Линден Эшби, Мелисса Понцио и Джей Ар Борн. По сюжету оборотень Скотт Макколл защищает свой калифорнийский город от новой угрозы.
Премьера состоялась 26 января 2023 года на сервисе «Paramount+».

## Сюжет
Полная луна взошла в Бикон-Хиллз, а вместе с ней появилось ужасное зло. Волки снова воют, призывая к возвращению банши, койотов-оборотней, адских гончих, кицунэ и всех других оборотней в ночи. Но только такой оборотень, как Скотт Макколл, уже не подросток, но все еще Альфа, может собрать как новых союзников, так и воссоединить надежных друзей, чтобы дать отпор тому, что может быть самым могущественным и смертоносным врагом, с которым они когда-либо сталкивались.

## В ролях
- Тайлер Пози — Скотт Макколл
- Кристал Рид — Эллисон Арджент
- Холланд Роден — Лидия Мартин
- Шелли Хенниг — Малия Тейт (Хейл)
- Джей Ар Борн — Кристофер Арджент
- Иэн Боэн — Питер Хейл
- Колтон Хэйнс — Джексон Уиттмор
- Линден Эшби — шериф Ноа Стилински
- Мелисса Понцио — Мелисса Макколл
- Райан Келли — Джордан Пэрриш
- Сет Гиллиам — Алан Дитон
- Дилан Спрейберри — Лиам Данбар
- Кайлин Рамбо[англ.] — Мэйсон Хьюит
- Аарон Хендри — Ногицунэ
- Винс Маттис — Илай Хейл
- Эми Воркмэн — Хикари Чжан
- Тайлер Хеклин — Дерек Хейл
- Адам Фристоу — Эдриан Харрис
- Эдди Мэйс[англ.] — Виктория Арджент
- Мануэль Рафаэль Лозано — Лейтенант Ибарра
- Джесс Пози — Рэймонд Дельгадо
- Ноби Наканиши — заместитель Исида
- Л. Б. Фишер — Коа Хоган
- Джон Пози — Конрад Фенрис

## Производство
В сентябре 2021 года было объявлено, что Paramount+ заказала фильм-возрождение телесериала «Волчонок», а Джефф Дэвис вернулся в качестве сценариста и исполнительного продюсера фильма. Большинство первоначальных актёров вернутся к своим ролям, к актёрскому составу фильма отказались вернуться Дилан О’Брайен, Арден Чо и Коди Кристиан. Режиссёром фильма выступил Рассел Малкэхи, снявший телесериал «Волчонок».
Съёмки начались в марте 2022 года и закончились 17 мая того же года.

## Релиз
Фильм вышел на сервисе «Paramount+» 26 января 2023 года.

## Реакция
На «Rotten Tomatoes» фильм имеет рейтинг 39% на основе 23 отзывов со средней оценкой 5,4 из 10. Консенсус веб-сайта гласит: «Аллюстрации вернулись, но ностальгия не может спасти «Волчонок: Фильм», тусклое возрождение, которое убирается в когти и заправляет хвост между ног».
Фильм побил рекорды Paramount+, став самым просматриваемым оригинальным фильмом в первый день дебюта.